# Tiếng Aleut
Tiếng Aleut (Unangam Tunuu), còn gọi là tiếng Unangan, tiếng Unangas hay tiếng Unangax̂, là một ngôn ngữ Eskimo–Aleut. Đây là ngôn ngữ của người Aleut (Unangax̂) sống tại quần đảo Aleut, quần đảo Pribilof, và quần đảo Komandorski. Ước tính chỉ còn 100 đến 300 người nói tiếng Aleut đến hiện nay (Krauss 2007, tr. 408)

## Ngữ âm

### Phụ âm
|          | Môi    | Môi    | Răng    | Răng  | Chân răng  | Vòm     | Vòm    | Ngạc mềm | Ngạc mềm | Lưỡi gà | Lưỡi gà | Thanh hầu |
| -------- | ------ | ------ | ------- | ----- | ---------- | ------- | ------ | -------- | -------- | ------- | ------- | --------- |
| Tắc      | /p/ p  | /b/ b  | /t/ t   | /d/ d | /t̺͡s̺/ tʳ*   | /tʃ/ ch |        | /k/ k    | /ɡ/ g    | /q/ q   |         |           |
| Xát      | /f/ f  | /v/ v* | /θ/ hd† | /ð/ d |            | /s/ s   | /z/ z‡ | /x/ x    | /ɣ/ g    | /χ/ x̂   | /ʁ/ ĝ   |           |
| Mũi      | /m̥/ hm | /m/ m  | /n̥/ hn  | /n/ n |            |         |        | /ŋ̥/ hng  | /ŋ/ ng   |         |         |           |
| Cạnh     |        |        | /ɬ/ hl  | /l/ l |            |         |        |          |          |         |         |           |
| Tiếp cận | /ʍ/ hw | /w/ w  |         |       | /ɹ/, /ɾ/ r | /ç/ hy  | /j/ y  |          |          |         |         | /h/ h     |

* Chỉ có trong phương ngữ Attu (/v/ còn có trong từ mượn)
† Chỉ có trong phương ngữ miền đông
‡ Chỉ có trong phương ngữ Atkan và từ mượn

### Nguyên âm
Tiếng Aleut là sáu âm vị nguyên âm: các nguyên âm ngắn /i/, /a/, và /u/, và các nguyên âm dài /iː/, /aː/, and /uː/. Chúng lần lượt được viết là i, a, u, ii, aa, và uu.

## Hệ chữ viết
Bảng chữ cái Latinh tiếng Aleut được thiết kế năm 1972 cho chương trình song ngữ trong trường học tại Alaska:
| Chữ hoa                                                                           | Chữ hoa | Chữ hoa | Chữ hoa | Chữ hoa | Chữ hoa | Chữ hoa | Chữ hoa | Chữ hoa | Chữ hoa | Chữ hoa | Chữ hoa | Chữ hoa | Chữ hoa | Chữ hoa | Chữ hoa | Chữ hoa | Chữ hoa | Chữ hoa | Chữ hoa | Chữ hoa | Chữ hoa | Chữ hoa | Chữ hoa | Chữ hoa | Chữ hoa | Chữ hoa | Chữ hoa | Chữ hoa | Chữ hoa | Chữ hoa | Chữ hoa | Chữ hoa | Chữ hoa | Chữ hoa |
| --------------------------------------------------------------------------------- | ------- | ------- | ------- | ------- | ------- | ------- | ------- | ------- | ------- | ------- | ------- | ------- | ------- | ------- | ------- | ------- | ------- | ------- | ------- | ------- | ------- | ------- | ------- | ------- | ------- | ------- | ------- | ------- | ------- | ------- | ------- | ------- | ------- | ------- |
| A                                                                                 | Aa      | B*      | Ch      | D       | E*      | F*      | G       | X       | Ĝ       | X̂       | H       | I       | Ii      | K       | L       | Hl      | M       | Hm      | N       | Hn      | Ng      | Hng     | O*      | P*      | Q       | R*      | S       | T       | U       | Uu      | V*      | W       | Y       | Z†      |
| Chữ thường                                                                        |         |         |         |         |         |         |         |         |         |         |         |         |         |         |         |         |         |         |         |         |         |         |         |         |         |         |         |         |         |         |         |         |         |         |
| a                                                                                 | aa      | b*      | ch      | d       | e*      | f*      | g       | x       | ĝ       | x̂       | h       | i       | ii      | k       | l       | hl      | m       | hm      | n       | hn      | ng      | hng     | o*      | p*      | q       | r*      | s       | t       | u       | uu      | v*      | w       | y       | z†      |
| IPA                                                                               |         |         |         |         |         |         |         |         |         |         |         |         |         |         |         |         |         |         |         |         |         |         |         |         |         |         |         |         |         |         |         |         |         |         |
| a                                                                                 | aː      | b       | t͡ʃ      | ð       | e       | f       | ɣ       | x       | ʁ       | χ       | h       | i       | iː      | k       | l       | ɬ       | m       | m̥       | n       | n̥       | ŋ       | ŋ̥       | o       | p       | q       | ɹ, ɾ    | s       | t       | u       | uː      | v       | w       | j       | z       |
| * là những ký tự thường dùng trong từ mượn † chỉ hiện diện trong phương ngữ Atkan |         |         |         |         |         |         |         |         |         |         |         |         |         |         |         |         |         |         |         |         |         |         |         |         |         |         |         |         |         |         |         |         |         |         |

Bảng chữ cái Kirin tiếng Aleut từng được dùng tại cả Alaska và Nga lấy bảng chữ cái tiếng Nga làm cơ sở. Ngoài ra, còn có thêm các ký tự: г̑, ҟ, ҥ, ў, х̑ để thể hiện những âm vị riêng trong tiếng Aleut.
| Chữ hoa                                                                           | Chữ hoa | Chữ hoa | Chữ hoa | Chữ hoa | Chữ hoa | Chữ hoa | Chữ hoa | Chữ hoa | Chữ hoa | Chữ hoa | Chữ hoa | Chữ hoa | Chữ hoa | Chữ hoa | Chữ hoa | Chữ hoa | Chữ hoa | Chữ hoa | Chữ hoa | Chữ hoa | Chữ hoa | Chữ hoa | Chữ hoa | Chữ hoa | Chữ hoa | Chữ hoa | Chữ hoa | Chữ hoa | Chữ hoa | Chữ hoa | Chữ hoa | Chữ hoa | Chữ hoa | Chữ hoa | Chữ hoa | Chữ hoa | Chữ hoa | Chữ hoa | Chữ hoa |
| --------------------------------------------------------------------------------- | ------- | ------- | ------- | ------- | ------- | ------- | ------- | ------- | ------- | ------- | ------- | ------- | ------- | ------- | ------- | ------- | ------- | ------- | ------- | ------- | ------- | ------- | ------- | ------- | ------- | ------- | ------- | ------- | ------- | ------- | ------- | ------- | ------- | ------- | ------- | ------- | ------- | ------- | ------- |
| А                                                                                 | Б*      | В*      | Г       | Г̑       | Д       | Е*      | Ж*      | З†      | И       | І*      | Й       | К       | Ҟ       | Л       | М       | Н       | Ҥ       | О*      | П*      | Р*      | С       | Т       | У       | Ў       | Ф*      | Х       | Х̑       | Ц*      | Ч       | Ш*      | Щ*      | Ъ       | Ы*      | Ь       | Э*      | Ю       | Я       | Ѳ*      | Ѵ*      |
| Chữ thường                                                                        |         |         |         |         |         |         |         |         |         |         |         |         |         |         |         |         |         |         |         |         |         |         |         |         |         |         |         |         |         |         |         |         |         |         |         |         |         |         |         |
| а                                                                                 | б*      | в*      | г       | г̑       | д       | е*      | ж*      | з†      | и       | і*      | й       | к       | ҟ       | л       | м       | н       | ҥ       | о*      | п*      | р*      | с       | т       | у       | ў       | ф*      | х       | х̑       | ц*      | ч       | ш*      | щ*      | ъ       | ы*      | ь       | э*      | ю       | я       | ѳ*      | ѵ*      |
| IPA                                                                               |         |         |         |         |         |         |         |         |         |         |         |         |         |         |         |         |         |         |         |         |         |         |         |         |         |         |         |         |         |         |         |         |         |         |         |         |         |         |         |
| a                                                                                 | b       | v       | ɣ       | ʁ       | ð       | e       | ʒ       | z       | i       | i       | j       | k       | q       | l       | m       | n       | ŋ       | o       | p       | ɹ, ɾ    | s       | t       | u       | w       | f       | x       | χ       | t͡s      | t͡ʃ      | ʃ       | ʃtʃ     |         | j       |         | je      | ju      | ja      | f       |         |
| Ứng với bảng chữ cái Latinh                                                       |         |         |         |         |         |         |         |         |         |         |         |         |         |         |         |         |         |         |         |         |         |         |         |         |         |         |         |         |         |         |         |         |         |         |         |         |         |         |         |
| a                                                                                 | b       | v       | g       | ĝ       | d       | e       |         | z       | i       | i       | y       | k       | q       | l       | m       | n       | ng      | o       | p       | r       | s       | t       | u       | w       | f       | x       | х̑       | ts      | ch      |         |         |         |         |         | ye      | yu      | ya      | f       |         |
| * là những ký tự thường dùng trong từ mượn † chỉ hiện diện trong phương ngữ Atkan |         |         |         |         |         |         |         |         |         |         |         |         |         |         |         |         |         |         |         |         |         |         |         |         |         |         |         |         |         |         |         |         |         |         |         |         |         |         |         |